# Nika Chanturia
Nika Chanturia (Zugdidi, 19 de enero de 1995) es un futbolista georgiano que juega de defensa central en el FC Lokomotivi Tbilisi de la Erovnuli Liga.

## Carrera deportiva
Chanturia comenzó su carrera deportiva en el FC Lokomotivi Tbilisi, que en 2013 lo cedió al FC Torpedo Kutaisi.
En 2014 fichó por el Dinamo Tbilisi, con el que consiguió dos copas, antes de regresar al FC Lokomotivi Tbilisi en 2016.

## Carrera internacional
Chanturia fue internacional sub-17, sub-19 y sub-21 con la selección de fútbol de Georgia.

## Clubes
| Club                        | País    | Año         |
| --------------------------- | ------- | ----------- |
| FC Lokomotivi Tbilisi       | Georgia | 2013 - 2014 |
| FC Torpedo Kutaisi (cedido) | Georgia | 2013        |
| Dinamo Tbilisi              | Georgia | 2014 - 2016 |
| FC Lokomotivi Tbilisi       | Georgia | 2016 - Act. |

## Palmarés

### Títulos nacionales
| Título          | Club           | País    | Año  |
| --------------- | -------------- | ------- | ---- |
| Copa de Georgia | Dinamo Tbilisi | Georgia | 2015 |
| Copa de Georgia | Dinamo Tbilisi | Georgia | 2016 |